# 小飛諜
《小飛諜》（原題：Joe 90）為1968年9月29日～1969年4月20日，由傑瑞‧安德森（Gerry Anderson）的Century 21 Productions製作，ITC發行，於英國ATV電視台所播出的科幻人偶影集，共30集。

## 故事
在2012-2013年。本故事以一位九歲小飛諜－小傑為中心，藉其養父一項新的發明『腦波紀錄傳授器（Brain Impulse Galvanoscope Record and Transfer－B.I.G.R.A.T.）』簡稱「大老鼠」之助使他成為了世界上最特別的間諜。這項新發明是一種神妙的電子儀器，它能令他無所不能。而成為「世界情報局（World Inlelligence Network－W.I.N.）」，的編號是第九十號諜報員，代號為「喬90」。

## 主要角色
- 小傑（Joe McClaine）

世界上最勇敢無畏的間諜，但在不為世界情報局執行間諜任務的時候，卻仍然過著正常的生活。在一歲的時候就因父母雙雙在一次車禍中喪生，而住進了孤兒院，一年夏天，一個偶然的機會令他認識了麥艾氏教授夫婦，成為忘年之交，成為了他們的養子。是一個漂亮的孩子，興高彩烈地從事他的間諜工作，每一分鐘的冒險對他都是一種樂趣。
- 麥艾文教授（Professor Ian "Mac" McClaine）

是一位沉默寡言，頑強而有決心的人，曾在英國政府研究部門任職多年，他喜歡鄉村生活，對釣魚尤有偏愛，驚人的科學成就曾經成為頭條。而蓋了一所豪華的實驗室。其中的「大老鼠」腦波紀錄傳授器便是在這所實驗室裏研究成功的。
- 韋夏安（Shane Weston）

世界情報局的副局長兼倫敦支部的負責人，是在過去二十年中世界最優秀的祕密間諜之一，任務區域遍及世界各地，成就輝煌。他是個帶有印第安血統的美國人，具有極端強壯的體力和超人銳敏的感官，善用自己的機智，處在任何情況之下都能保持冷靜的頭腦。利用他自己豐富的經驗，他親自訓練手下的諜報人員，令一個九歲幼童充當世界情報局的情報員就是他的構想。
- 魯山姆（Sam Loover）

韋夏安倫敦支部的副手，同時也是麥艾文教授的老友。美國亞利桑那州人，在沙漠中長大的他對生活有一種冷酷的看法。他的勇敢，果斷，和主動的精神，使自己變成了世界情報局的高級間諜員。他負責管理倫敦支部的間諜作業；並且是這一情報網許多偉大成就的幕後策劃人。
- 哈太太（Mrs. Ada Harris）

主要角色中惟一的婦人，他雖與間諜工作毫無關係，但她也有她的重要性，她是麥教授的管家婦，教授與小傑全賴她管理家務，並且覺得她是位非常有趣的人物。

## 其他地方的播映
台灣最早於1969年（民國58年）6月15日至1970年（民國59年）1月4日間，於每週日在台視播出。之後中視易名為「小超人」再放映，於1973年（民國62年）6月11日至6月15日間只放映了5次；再於同年9月26日至10月30日間，於每週一～五、日間配上國語配音重播完整劇集。

## 劇集列表
※以下排列為最初於英國首播之際的順序；在台灣放映時電視台均有再各自施以調整。
| 英國 | 英國                    | 英國           | 台灣       | 台灣         |
| 集序 | 原題                    | 播映日         | 台視標題   | 中視標題     |
| ---- | ----------------------- | -------------- | ---------- | ------------ |
| 1    | The Most Special Agent  | 1968年9月29日  | 萬能神童   |              |
| 2    | Most Special Astronaut  | 1968年10月6日  | 超級太空人 | 小太空人     |
| 3    | Project 90              | 1968年10月13日 | 欲擒故縱   | 九十號計劃   |
| 4    | Hi-Jacked               | 1968年10月20日 | 智鬥私梟   |              |
| 5    | Colonel McClaine        | 1968年10月27日 | 化險為夷   |              |
| 6    | The Fortress            | 1968年11月3日  | 古堡救友   |              |
| 7    | King for a Day          | 1968年11月10日 | 真假王子   | 一日皇帝     |
| 8    | International Concerto  | 1968年11月17日 | 琴聲諜影   |              |
| 9    | Splashdown              | 1968年11月24日 | 空中綁架   |              |
| 10   | Big Fish                | 1968年12月1日  | 勇救潛艇   |              |
| 11   | Relative Danger         | 1968年12月8日  | 鑛坑驚魂   | 礦穴救險     |
| 12   | Operation McClaine      | 1968年12月15日 | 妙手回春   | 妙手回春     |
| 13   | The Unorthodox Shepherd | 1968年12月22日 | 智破偽鈔黨 |              |
| 14   | Business Holiday        | 1968年12月29日 | 公務休假   |              |
| 15   | Arctic Adventure        | 1969年1月5日   | 北極歷險   |              |
| 16   | Double Agent            | 1969年1月12日  | 情報販子   | 雙重間諜     |
| 17   | Three's a Crowd         | 1969年1月19日  | 緋色陷阱   | 美人計       |
| 18   | The Professional        | 1969年1月26日  | 妙手神偷   |              |
| 19   | The Race                | 1969年2月2日   | 賽車爭雄   | 大賽車       |
| 20   | Talkdown                | 1969年2月9日   | 試車驚魂   |              |
| 21   | Breakout                | 1969年2月16日  | 智擒逃犯   |              |
| 22   | Child of the Sun God    | 1969年2月23日  | 太陽神之子 | 亞馬人的毒箭 |
| 23   | See You Down There      | 1969年3月2日   | 改邪歸正   |              |
| 24   | Lone-Handed 90          | 1969年3月9日   | 南柯一夢   |              |
| 25   | Attack of the Tiger     | 1969年3月16日  | 智破白虎星 |              |
| 26   | Viva Cordova            | 1969年3月23日  | 秘密鏢客   |              |
| 27   | Mission X-41            | 1969年3月30日  | 細菌間諜戰 |              |
| 28   | Test Flight             | 1969年4月6日   | 智擒賣國賊 |              |
| 29   | Trial at Sea            | 1969年4月13日  | 一觸即發   |              |
| 30   | The Birthday            | 1969年4月20日  | 快樂誕辰   | 生日宴       |

## 相關作品
以下均為傑瑞‧安德森於1960～70年代所製作的超級人偶劇（Supermarionation）系列。
- 萬能車（Supercar）
- 雷霆機（Fireball XL5）
- 霹靂艇（Stingray）
- 雷鳥神機隊（Thunderbirds）
- 超空人（Captain Scarlet and the Mysterons）
- 袖珍密諜（The Secret Service）

## 延伸閱讀
- 雷霆發威

## 外部連結
- 台灣電視資料庫－小飛諜[永久]
- 台灣電視資料庫－小超人[永久]